# Santiago (Chili)
Santiago (Spaans: Santiago de Chile) is de hoofdstad van Chili. Deze stad ligt op 522 m hoogte in de laagvlakte die zich uitstrekt tussen het Chileense kustgebergte en de Andes. In 2002 telde de eigenlijke stad en gemeente (de commune Santiago Centro) 200.792 inwoners (10e van het land), haar stedelijk gebied (areá urbana) 5.428.590 inwoners en haar metropolitair gebied (Región Metropolitana) 7.003.122 inwoners, waarmee ongeveer 40% van de bevolking van Chili in en rondom de hoofdstad woont.

## Geschiedenis
Santiago is gesticht door Pedro de Valdivia op 12 februari 1541 met de naam Santiago de Nueva Extremadura. Valdivia koos voor de locatie van Santiago vanwege het klimaat en het gemak waarmee de stad kon worden verdedigd. Dit verdedigingsvoordeel ontstond doordat de rivier Río Mapocho in tweeën splitst en verder stroomafwaarts weer samenkomt, zodat er een soort eiland aanwezig is.
In 1863 vond in de stad een grote ramp plaats, toen er brand uitbrak in de Iglesia de la Compañía. Circa 2.000 personen kwamen hierbij om het leven.

## Klimaat
Het klimaat is mediterraan. Hete droge zomers (november tot maart) met temperaturen tot 35 °C. De winters (juni tot augustus) zijn zacht met maxima rond 15 °C.

## Agglomeratie Santiago
De volgende gemeentes liggen binnen de agglomeratie Santiago
|  | Cerrillos        |  | Las Condes          |  | Pudahuel      |
|  | Cerro Navia      |  | Lo Barnechea        |  | Puente Alto   |
|  | Conchalí         |  | Lo Espejo           |  | Quilicura     |
|  | El Bosque        |  | Lo Prado            |  | Quinta Normal |
|  | Estación Central |  | Macul               |  | Recoleta      |
|  | Huechuraba       |  | Maipú               |  | Renca         |
|  | Independencia    |  | Ñuñoa               |  | San Bernardo  |
|  | La Cisterna      |  | Padre Hurtado       |  | San Joaquín   |
|  | La Florida       |  | Pedro Aguirre Cerda |  | San Miguel    |
|  | La Granja        |  | Peñalolén           |  | San Ramón     |
|  | La Pintana       |  | Pirque              |  | Santiago      |
|  | La Reina         |  | Providencia         |  | Vitacura      |

| Gemeentes binnen de agglomeratie Santiago | Satellietbeeld van Santiago (bron: NASA) |

## Economie
Santiago is het industriële, financiële en economische centrum van Chili. De stad is vanwege de sterke economische positie in de regio een populaire vestigingsplaats voor (multinationals) en andere internationale organisaties.
Het wordt gezien als de modernste stad van Zuid-Amerika vanwege de moderne zakenwijken Providencia, Las Condes en Vitacura, met wolkenkrabbers van Amerikaanse allure.
De Gran Torre Santiago is de hoogste wolkenkrabber van Zuid-Amerika en het op een na hoogste van het Zuidelijk Halfrond, na de Q1 in 
Surfers Paradise, Australië. Het gebouw huisvest een hypermodern winkelcentrum (het grootste van Zuid-Amerika), viersterrenhotels, een sportschool en vele andere faciliteiten.
Ook beschikt de stad over de Metro de Santiago, het grootste metronetwerk van Zuid-Amerika.

## Cultuur
Santiago is een opkomende culturele stad met een groeiende theater- en horecascene. De stad is cultureel divers en kent buiten Chilenen grote groepen Peruanen, Venezolanen, Haïtianen en Colombianen. Ook is er een Amerikaanse expatgemeenschap en is Santiago een populaire bestemming voor uitwisselingsstudenten.

## Partnersteden
- Buenos Aires (Argentinië), sinds 1992

## Geboren in Santiago
- Lijst van personen uit Santiago

## Galerij

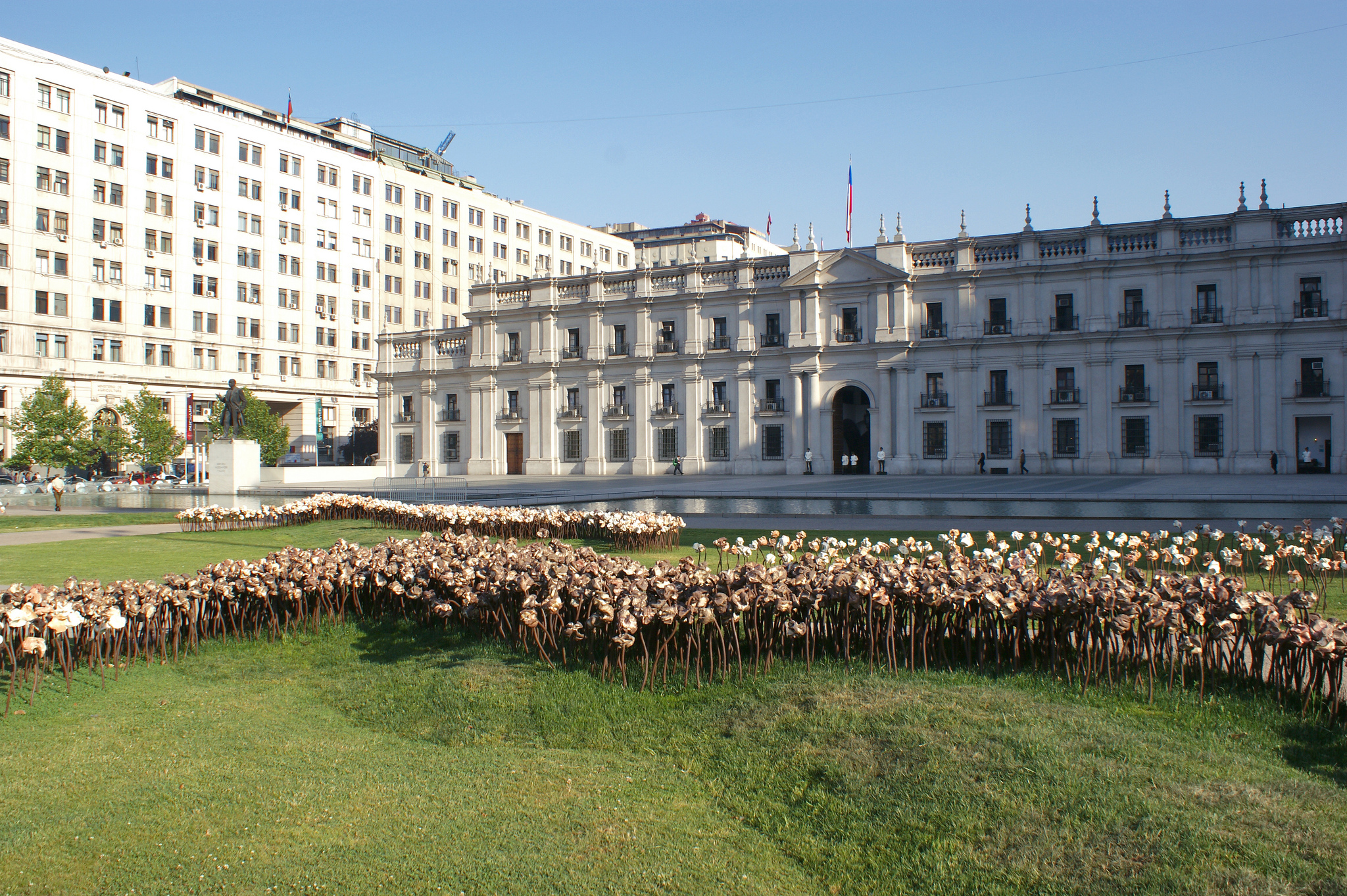
Presidentieel Paleis Palacio de La Moneda
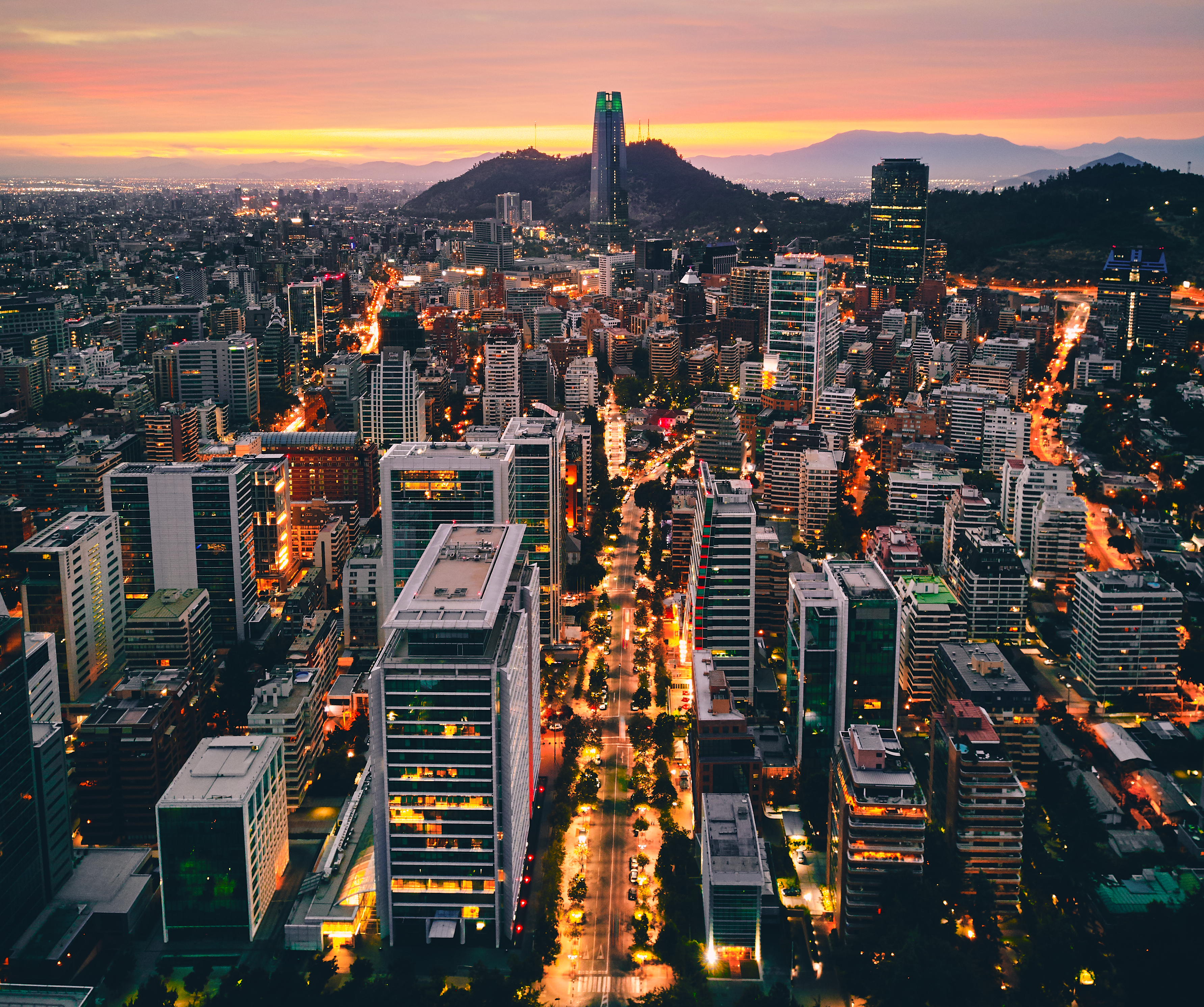
Las Condes
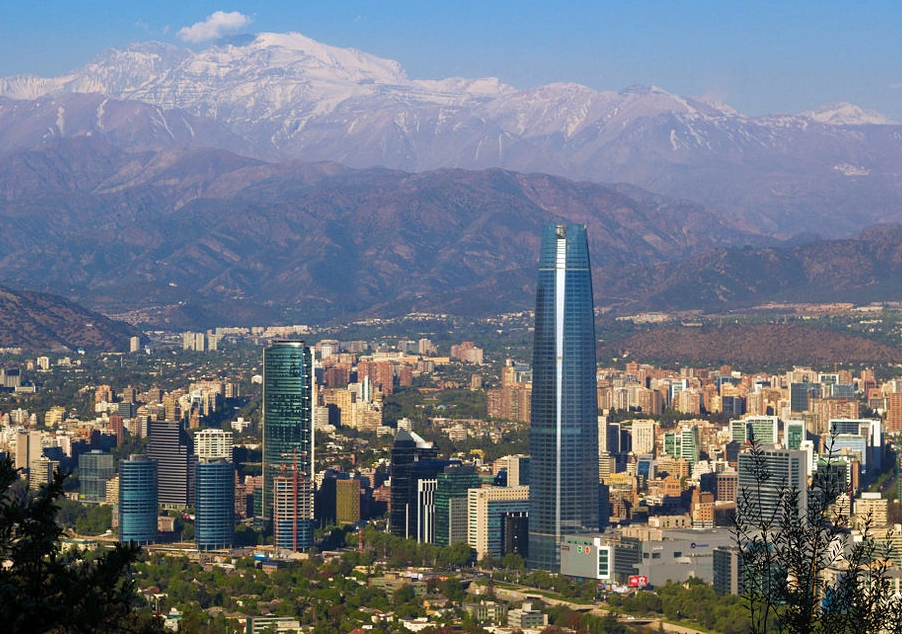
Financieel district Sanhattan met de Gran Torre Santiago
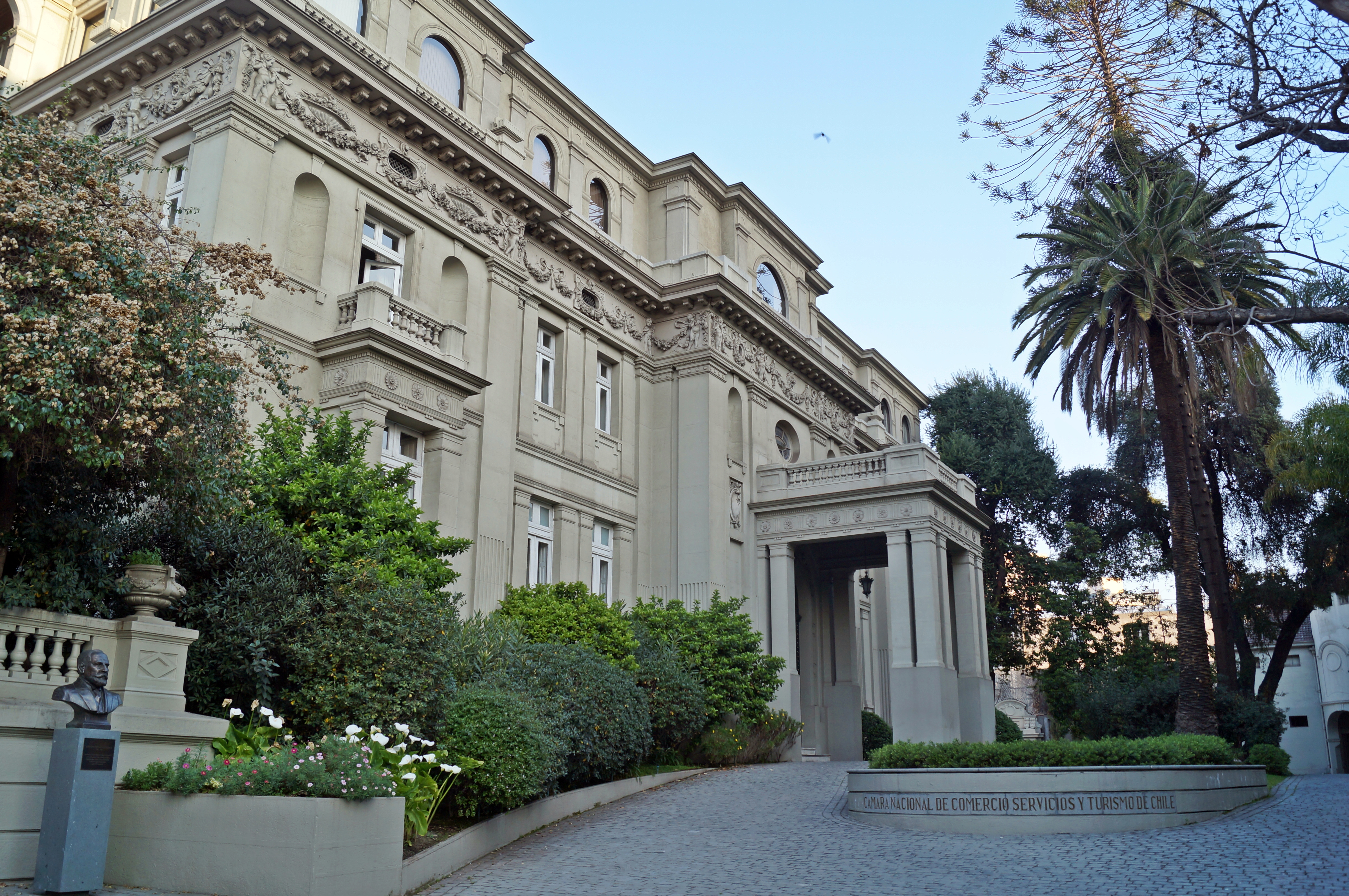
Het paleis Palacio Bruna
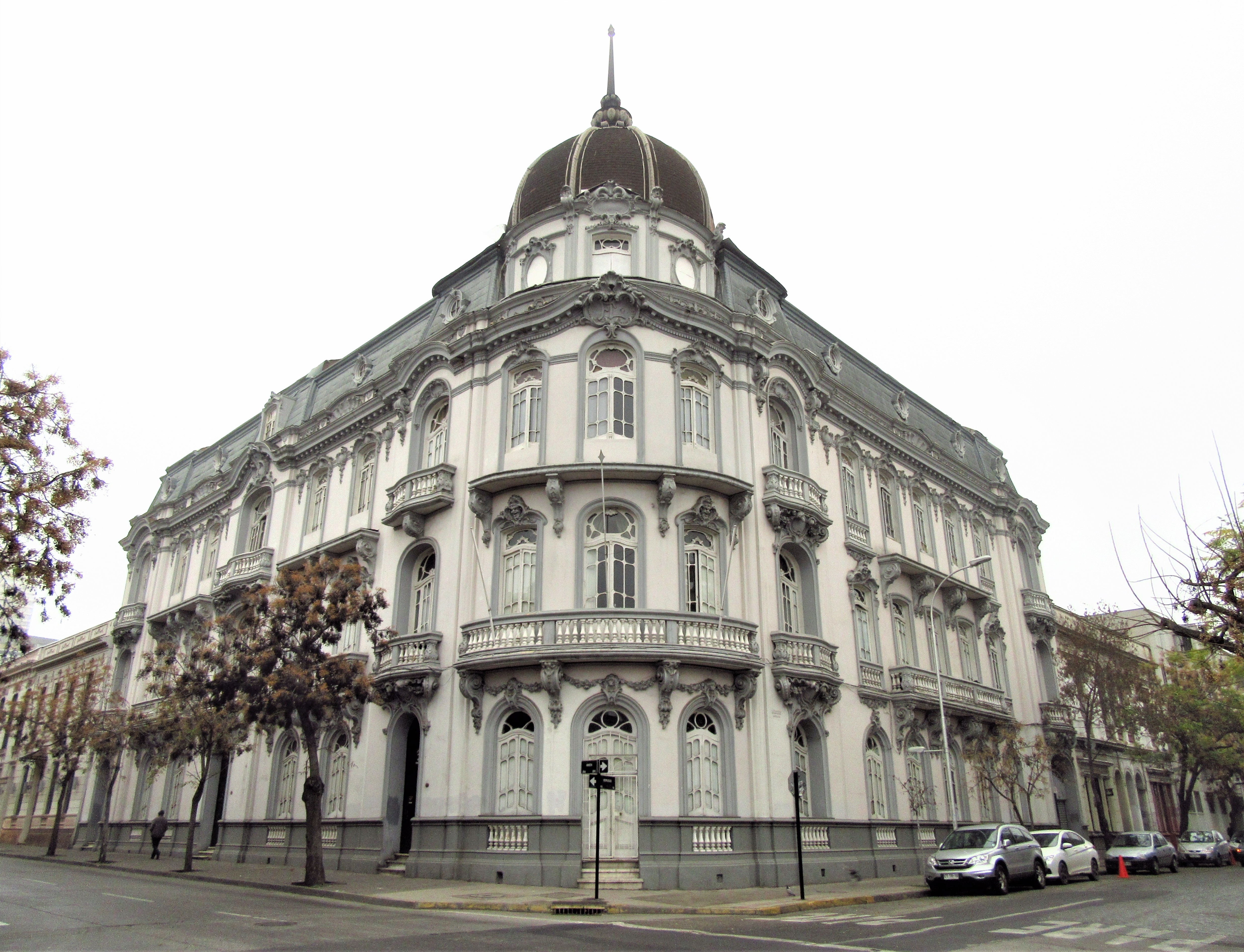
Het paleis Palacio Larraín